# Поморин, Иван Алексеевич
Иван Алексеевич Поморин (род. 28 марта 1981, Москва) — российский кинооператор, педагог. 
Выпускник операторского факультета ВГИКа.
Доцент операторской кафедры ГИТРа.
Действующий член правления российской гильдии кинооператоров «R.G.C.».

## Биография
Родился 28 марта 1981 года в Москве.
Его мать и бабушка — преподаватели экономики, дед — преподаватель сопромата, специалист по механике полимеров. Будущее Ивана виделось в продолжении семейных традиций. Его определили учиться в школу при Финансовой академии.
Но сам Иван с детства мечтал снимать кино.
Однажды родители подарили ему проектор. На нём он показывал мультфильмы, напечатанные на 8-мм плёнку, без звука. На следующий день рождения Иван получил любительскую кинокамеру с механическим заводом «Кварц-8M».
Это юношеское увлечение во многом повлияло на выбор будущей профессии.

Многие из друзей семьи и моих старших товарищей говорили, что мне следует идти учиться на кинооператора, получать профильное образование. За полгода до начала вступительных экзаменов состоялся семейный совет. Мой отказ поступать в какой бы то ни было финансово-экономический ВУЗ поверг родственников в состояние шока. Я сказал, что хочу поступать во ВГИК. 
— Иван Поморин
Чтобы не было пути назад, Иван сознательно провалил экзамены в финансовую академию, сдав незаполненные бланки и поступил во ВГИК.

Во ВГИК поступил с первого захода, хотя это достаточно тяжело.
Не выбирая заранее, как иногда делают абитуриенты, я поступил на курс великого мастера, Юсова Вадима Ивановича.
— Иван Поморин

### Семья
Женат, воспитывает дочь. 
С будущей супругой Иван познакомился на съёмочной площадке сериала «Пятая группа крови». Она работала ассистентом художника по костюмам. Пара вместе уже более десяти лет.

## Творческий путь
С 2003 года оператор-постановщик в кинопроизводстве и телепроизводстве.
В 2003 году окончил Budapest Cinematography Masterclass у мастеров Ласло Ковача «A.S.C.» и Вилмоша Жигмонда «A.S.C.».
В 2004 году окончил операторский факультет ВГИКа (мастерская В. И. Юсова).
С 2005 года — членство в R.G.C. и Европейской гильдии кинооператоров IMAGO.
С 2015 года преподаватель Гуманитарного института телевидения и радиовещания им. М. А. Литовчина (ГИТР), специальность — «Операторское мастерство», доцент кафедры операторского мастерства ГИТРа.
C 2018 года действующий член правления Гильдии кинооператоров России.
С 2022 года амбассадор «Nanlite» в России.
Снял более 30 кинофильмов в качестве
оператора-постановщика.

## Фильмография
| Год        | Фильм                                     |                      |
| Год        | Фильм                                     | Оператор-постановщик |
| ---------- | ----------------------------------------- | -------------------- |
| 2025       | УГРОза: Трепалов и Кошелёк                | зелёная ✓            |
| 2022       | Тест на верность                          | зелёная ✓            |
| 2020       | Книга жизни                               | зелёная ✓            |
| 2019       | Без Байкала? (документальный)             | зелёная ✓            |
| 2018–н. в. | Скорая помощь (1–7 сезоны)                | зелёная ✓            |
| 2017       | За пять минут до января                   | зелёная ✓            |
| 2017       | Доминика                                  | зелёная ✓            |
| 2014       | Долгий путь домой                         | зелёная ✓            |
| 2014       | Карнавал по-нашему                        | зелёная ✓            |
| 2014       | Анжелика                                  | зелёная ✓            |
| 2013       | Если любишь — прости                      | зелёная ✓            |
| 2013       | Нинкина любовь                            | зелёная ✓            |
| 2013       | Цена жизни                                | зелёная ✓            |
| 2012       | Блиндаж                                   | зелёная ✓            |
| 2012       | Ласточкино гнездо                         | зелёная ✓            |
| 2011       | Сделано в СССР                            | зелёная ✓            |
| 2010       | Пятая группа крови                        | зелёная ✓            |
| 2010       | Выхожу тебя искать                        | зелёная ✓            |
| 2009       | Желание                                   | зелёная ✓            |
| 2008       | Ухня                                      | зелёная ✓            |
| 2008       | Никто не знает про сeкc-2                 | зелёная ✓            |
| 2007       | Важнее, чем любовь                        | зелёная ✓            |
| 2006       | Единственному, до востребования           | зелёная ✓            |
| 2005       | Сволочь кино (короткометражный)           | зелёная ✓            |
| 2004       | Сармат-2: Покушение                       | зелёная ✓            |
| 2004       | Сын (короткометражный)                    | зелёная ✓            |
| 2004       | Звёзды на утреннем небе (фильм-спектакль) | зелёная ✓            |
| 2003       | Тайны забытых побед (документальный)      | зелёная ✓            |
| 2002       | Гопкинс (короткометражный)                | зелёная ✓            |

## Награды
международные
- Beverly Hills Film Festival[англ.] — приз за лучший полнометражный фильм «Доминика», (США, Беверли-Хиллз, 2018 год).
- Alaska Film Awards[англ.] — приз «За лучшую комедию», фильм «Доминика», (США, Аляска, 2018 год).
- Фестиваль Promax BDA Europe — награда за промо к фильму «Российская империя: династия Романовых», (Нидерланды, Амстердам, 2017 год).
- Международный фестиваль Grand Clio Key Art Awards[англ.] — серебряная награда за промо к фильму «Российская империя: династия Романовых», (США, Голливуд, 2016 год).
- Финалист конкурса Promax BDA UK  — награда за промо «Российская империя: династия Романовых», (Великобритания, Лондон, 2016 год).
- Телевизионный фестиваль Eyes & Ears of Europe в Мюнхене — главный приз в категории «Лучший эфирный ролик документальной передачи», (Германия, Мюнхен, 2016 год).

всероссийские
- Всероссийский фестиваль фильмов для детей и юношества «ГЕРОЙ» — награждён как «Лучший оператор фильмов для детей и юношества» за фильм «Доминика», реж. О. Агейчев, (Россия, Красноярск, 2018 год).
- Фестиваль Skey Cinema  — приз «За лучшую операторскую работу» в фильме «Сын», реставрированная фильмокопия, (Россия, Москва, 2018 год).
- Награда «За сбережение народа» в номинации «Экология», за фильм «Без Байкала?» (присуждается под официальной эгидой Комиссии Правительства Российской Федерации по делам «ЮНЕСКО», Россия, Москва, 2018 год)
- Конкурс «МедиаБренд» — награда «За лучший проморолик кабельного ТВ» Viasat History, за ролик «Российская империя: династия Романовых», (Россия, Москва, 2017 год).
- Байкальский кинофестиваль имени В. Г. Распутина «Человек и природа» — специальный приз от музея Распутина, за картину «Без Байкала?», (Россия, Иркутск, 2017 год).
- Байкальский кинофестиваль имени В. Г. Распутина «Человек и природа» — специальный приз «Байкал», за остроту поставленной проблемы в картине «Без Байкала?», (Россия, Иркутск, 2017 год).
- Фестиваль «Четвёртое измерение» — награда «За лучшую операторскую работу», (Россия, Москва, 2004 год).

## Кино и живопись
После нескольких десятков лет успешной творческой работы над композицей кинокадра в составе съёмочных групп, Ивану захотелось самостоятельного творчества – неожиданно для себя мастер объектива взялся за кисти и холст, занявшись живописью:

Много лет спустя, мне захотелось сделать что-то самому, потому что кино – процесс коллективного творчества, а мне хотелось индивидуальности, я взялся за кисточки и холст. Занялся живописью, даже пошёл учиться. Иное визуальное изображение, складывающая как мозаика из множества мелочей, оттенков красок и светотени – по всей видимости, навык приобретенный операторской работой в кино. 
— Иван Поморин
В 2019 году, кинооператор Иван Поморин, в качестве художника принял участие в арт-выставке «ПЭКШОТ 2019», где представил серию своих полотен под названием «Холсты. Масло. Кисти Ивана Поморина».

## Участие в эвакуации из «Крокус Сити Холл» 22 марта 2024 года
22 марта Иван и его коллеги должны были снимать концерт группы «Пикник» в «Крокус Сити Холле».
В зале находились 16 человек под руководством Поморина и порядка 16-ти комплектов профессиональных вещательных видеокамер.
Все члены команды держали связь между собой по специальной аудиогарнитуре.
Когда один из коллег Ивана, телеоператор Евгений Маринов, сказал по гарнитуре, что слышны выстрелы, Поморин, как руководитель, скомандовал бросить оборудование и как можно скорее выходить из зала.

Была давка, конечно. Стрелявшие хорошо понимали геометрию зала.— Иван Поморин
Помогая вместе с коллегами в эвакуации зрителей во время теракта, Ивану удалось спасти не только свою съёмочную группу, но и множество других людей.

Все безопасно эвакуировались. Среди операторов были шесть моих бывших студентов, я бы не простил себе, если бы с ними что-то случилось…— Иван Поморин
Вся съёмочная техника осталась в зале и позже была «похоронена» под завалами.

Как рассказали коллеги, которые были совсем рядом с нападавшими, они что-то бросили — и всё загорелось. Сейчас я пытаюсь осознать, что произошло.
— Иван Поморин